# Kurt Wimmer
Kurt Wimmer, född 1964, är en amerikansk manusförfattare, filmproducent och filmregissör. Han har bland annat regisserat Cubic och Ultraviolet.

## Filmografi (urval)
- 1998 – Sphere – farkosten (manus)
- 1999 – Äventyraren Thomas Crown (manus)
- 2002 – Cubic (manus och regi)
- 2003 – Uppdraget (manus)
- 2006 – Ultraviolet (manus och regi)
- 2009 – Law Abiding Citizen (manus och produktion)
- 2010 – Salt (manus)
- 2012 – Total Recall (manus)
- 2020 – Children of the Corn (manus och regi)
- 2021 – The Misfits (manus)